# Carlos Humberto Paredes
Carlos Humberto Paredes (Asuncion, 16 juli 1976) is een voormalig Paraguayaanse profvoetballer, die zijn loopbaan in 2014 beëindigde bij Olimpia Asunción. Hij speelde als defensieve middenvelder.

## Interlandcarrière
Paredes speelde zijn eerste interland op 29 maart 1998 tegen Colombia. Hij maakte deel uit van de selecties voor het WK voetbal 2002 en 2006, en speelde in totaal 73 interlands, waarin hij tien maal tot scoren kwam.